# ماثيو ميلز
ماثيو ميلز (بالإنجليزية: Matt Mills)‏، من مواليد 14 يوليو 1986 في ليستر في إنجلترا، لاعب كرة قدم إنجليزي.
بدأ مسيرته الكروية مع نادي ساوثامبتون في عام 2003، ولعب معهم حتى عام 2006، وشارك معهم في 4 مباريات، وفي عام 2004 أعير إلى نادي كوفنتري، ولعب معهم 4 مباريات، وفي عام 2005 أعير إلى نادي بورنيموث، ولعب معهم 12 مباراة وسجل 3 أهداف، ومنذ عام 2006 وهو يلعب مع نادي مانشستر سيتي، وفي عام 2007 أعير إلى نادي كولشيستر يونايتد، ولعب معهم 9 مباريات.

## روابط خارجية
- ماثيو ميلز على موقع قاعدة بيانات كرة القدم.إي يو (الإنجليزية)
- ماثيو ميلز على موقع Soccerbase.com (لاعب) (الإنجليزية)
- ماثيو ميلز على موقع Soccerway.com (الإنجليزية)
- ماثيو ميلز على موقع عالم كرة القدم.نت (الإنجليزية)
- ماثيو ميلز على موقع كووورة